# وصل (قراءة)

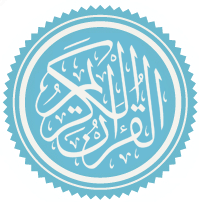

الوصل (بالهندوستانية: سَندھی؛ وكذلك يعرف في علم اللسانيات: Sandhi) في القراءة هو وصل الكلمة بالكلمة التي تليها لفظا.